# Ludwik Lipnicki
Ludwik Ireneusz Lipnicki (ur. 25 sierpnia 1947 w Łubiance, zm. 31 stycznia 2021 w Drezdenku) – polski biolog, specjalizujący się w lichenologii i ekologii; poeta i prozaik; nauczyciel akademicki związany do 2014 roku z Akademią Wychowania Fizycznego im. E. Piaseckiego w Poznaniu.

## Życiorys
Urodził się Łubiance koło Gorzowa Wielkopolskiego, mieszkał w Drezdenku. W 1964 roku ukończył Liceum Ogólnokształcące nr 19 w Gorzowie Wlkp. Bezpośrednio po zdaniu matury rozpoczął pracę jako nauczyciel w szkolnictwie podstawowym, a następnie średnim. Tytuł zawodowy magistra uzyskał na Wydziale Biologii i Nauk o Ziemi na Uniwersytecie Mikołaja Kopernika w Toruniu w 1976 roku, na podstawie pracy pt. Porosty Drezdenka. W 1986 roku Rada Wydziału Biologii i Nauk o Ziemi UMK nadała mu stopień naukowy doktora nauk przyrodniczych w zakresie biologii na podstawie pracy nt. Porosty Borów Tucholskich i problemy ich ochrony, której promotorem była prof. dr hab. Jadwiga Wilkoń-Michalska. Od 1977 roku pracował jako adiunkt w Zamiejscowym Wydziale Kultury Fizycznej w Gorzowie Wlkp. Akademii Wychowania Fizycznego im. Eugeniusza Piaseckiego w Poznaniu. Dalsza praca naukowo-badawcza prowadzona przede wszystkim w Borach Tucholskich, a także w innych regionach Polski, uzupełniona wynikami badań poza granicami kraju, głównie w Niemczech i w Skandynawii pozwoliła mu zdobyć w 1999 roku stopień doktora habilitowanego nauk biologicznych w zakresie biologii o specjalności biologii – botaniki, nadany przez Radę Wydziału Biologii i Nauk o Ziemi UMK; przyczynkiem była rozprawa pt. Kształtowanie się flor porostów na podłożach o cechach pionierskich. W 2001 roku awansował na profesora nadzwyczajnego AWF w Poznaniu i został kierownikiem Pracowni Biologii i Ochrony Przyrody ZWKF w Gorzowie Wlkp. poznańskiej AWF. Po przejściu na emeryturę, w latach 2016-2020 pracował jako profesor nadzwyczajny na Wydziale Turystyki i Nauk o Zdrowiu Akademii im. Jakuba z Paradyża w Gorzowie Wlkp.
Był członkiem Polskiego Towarzystwa Botanicznego (członek założyciel Sekcji Lichenologicznej); był członkiem International Association of Lichenology. Odbył staże naukowe w Museum Naturkunde w Stuttgarcie i w Uniwersytecie w Kopenhadze. W ramach współpracy z lichenologami z innych krajów uczestniczył w zagranicznych wyprawach naukowych, m.in. na Jutlandię (1994), Wyspy Owcze (1995). Uczestniczył także w wyprawach na Wyspy Kanaryjskie (2012), Spitsbergen (2016) oraz trwające każdorazowo po kilka miesięcy – do USA i Kanady (2009, 2013 i 2017) – od Alaski po Arizonę i Kalifornię, gdzie prowadził obserwacje naukowe w parkach narodowych.
Współinicjator utworzenia licznych obiektów chronionych, m.in. Parku Narodowego Bory Tucholskie, parków krajobrazowych (Zaborskiego, Barlinecko-Gorzowskiego, Wdeckiego i Tucholskiego), około 30 rezerwatów przyrody, w tym rezerwatu „Bór Chrobotkowy im. Prof. Z. Tobolewskiego” – pierwszego rezerwatu przyrody, w którym głównym celem ochrony są porosty naziemne. Przyczynił się do powołania innych obiektów chronionych, m.in. licznych pomników przyrody, w tym pierwszych w Polsce chroniących porosty nadrzewne.
Członek Rady Naukowej Parku Narodowego Bory Tucholskie, a przed przejściem na emeryturę – RN Drawieńskiego PN oraz Rad Naukowo-Społecznych Leśnych Kompleksów Promocyjnych (LKP Bory Lubuskie, LKP Puszcza Notecka) i parków krajobrazowych. Członek, a przez kilkanaście lat przewodniczący Regionalnej (wcześniej Wojewódzkiej) Rady Ochrony Przyrody w Gorzowie Wlkp. Działacz samorządowy; w 2011 roku otrzymał tytuł Honorowego Obywatela Gminy Drezdenko.
W swojej pracy naukowej zajmował się głównie: ekologią, monitoringiem biologicznym, ochroną przyrody, a szczególnie ochroną porostów.

### Twórczość literacka
Był autorem tomików poetyckich, powieści, opowiadań, felietonów oraz innych form literackich. Główną inspiracją jest przyroda. Jako poeta zadebiutował w 1986 na łamach „Przyrody Polskiej”. Wiersze publikował głównie w czasopismach oraz w postaci tomików. Zamieszczone są także w antologiach (np. Kiełczewski B., Wiśniewski J. Kulturotwórcza rola lasu, Poznań 1996). Utwory poetyckie i prozatorskie emitowane były w ogólnopolskich i regionalnych programach radiowych i telewizyjnych. Niektóre wiersze zostały przełożone na język niemiecki. Od 1995 roku jest członkiem Związku Literatów Polskich.
Jego twórczość literacka była przedmiotem licznych opracowań krytycznych i recenzji, m.in.: Krystyny Kamińskiej, Zdzisława Łączkowskiego, Macieja Zdziarskiego, Bronisława Słomki, Czesława Markiewicza, Renaty Ochwat.  
Dwukrotnie został laureatem II nagrody w kategorii prozy w Ogólnopolskim Konkursie Literackim im. Zdzisława Morawskiego. Muzykę do kilku jego wierzy skomponował Leonard Luther i umieścił jako utwory poezji śpiewanej na płytach CD, m.in. Kraina zagubionych marzeń (2003), Leonard Luther & Własny Port – Live (2011).  
Autor emitowanych na antenie Radia Zachód czterech wydań Radiowej Książki Poetyckiej oraz cyklu 23 felietonów – reportaży pt. „Wielka wieś Ameryka”.

## Publikacje

### Naukowe
Spośród ok. 160 publikacji naukowych najważniejsze to:
- Porosty Borów Tucholskich. Acta Mycologica 26(1), 1990
- Motive und die erste Ergebnisse des praktischen Flechten-schutzes in Polen. Bryonora 9, 1992
- Koncepcja korytarzy ekologicznych województwa gorzowskiego. Gorzów Wlkp. 1998, współautor
- Kształtowanie się flor porostów na podłożach o cechach pionierskich. Monographiae Botanicae 84, 1998
- Porosty Borów Tucholskich. Przewodnik do oznaczania gatunków krzaczkowatych i listkowatych. Park Narodowy „Bory Tucholskie”, Charzykowy 2003
- Czerwona lista porostów zagrożonych w Borach Tucholskich. Monographiae Botanicae 91, 2003
- Protected lichens in the Bory Tucholskie Forest (N Poland) and threats to them. Ithaca: Mycotaxon Ltd. 2006
- Lichenologia i lichenolodzy w Polsce. Gorzów Wlkp. 2012, współautor
- Lichen protection – protected lichen species. 2012, redaktor i współautor
- The role of symbiosis in the transition of some eukaryotes from aquatic to terrestrial environments. Symbiosis 65(2), 2015

Ważne miejsce w twórczości naukowej i popularyzatorskiej Ludwika Lipnickiego zajmują monografie przyrodnicze przeznaczone dla szerokiego kręgu odbiorców. Niektóre spośród nich:
- Przyroda gminy Drezdenko. Drezdenko 2006, redaktor i współautor
- Przyroda gminy Skwierzyna. Skwierzyna 2009, redaktor i współautor
- Drzewa i Krzewy Drezdenka. Drezdenko 2017; wyróżnienie Nagrodą Rektora UAM w Poznaniu za najlepszą książkę popularnonaukową 2017
- Kręgi Kamienne w Odrach. Goci i porosty. Charzykowy 2019, współautor

### Literackie
- O tym ci powiem, Chojnice 1991, wiersze
- Zapięła się jesień, Kraków 1994, wiersze
- Na niebie na ziemi, Gorzów Wlkp. 2002, proza poetycka; nominacja do Lubuskiego Wawrzynu Literackiego
- Pan Iko. Powieść na wtorek, Gorzów Wlkp. 2007, powieść; laureat Lubuskiego Wawrzynu Literackiego
- Łapacze snów, Kraków 2011, wiersze
- Zachód słońca, Gorzów Wlkp. 2011, powieść
- Duch Czarnej Wody. Anegdoty nie tylko o lichenologach, Gorzów Wlkp. 2012, felietony, reportaże
- Między Brdą a Wdą, Chojnice 2017,  album fotograficzno-poetycki, współautor